# Glaucocystaceae
Famille
Les Glaucocystaceae sont une famille d'algues de l'ordre des Glaucocystales, de l'embranchement des Glaucophyta. 

## Étymologie
Le nom vient du genre type Glaucocystis, dérivé du latin glaucus, « verdâtre ; vert pâle », et du grec κύστις / kýstis, « vessie ; poche ».

## Liste des genres
Selon AlgaeBase (28 janvier 2022) :
- Chalarodora Pascher
- Corynoplastis	Yokoyama, J.L.Scott, G.C.Zuccarello, M.Kajikawa, Y.Hara & J.A.West
- Cyanophora Korshikov
- Glaucocystis Itzigsohn
- Glaucocystopsis Bourrelly
- Peliaina Pascher
- Schrammia P.-A.Dangeard
- Strobilomonas Schiller

Selon NCBI (12 mars 2017) :
- genre Glaucocystis
  - Glaucocystis bhattacharyae  
  - Glaucocystis geitleri
  - Glaucocystis incrassata  
  - Glaucocystis miyajii
  - Glaucocystis nostochinearum
  - Glaucocystis oocystiformis

Selon World Register of Marine Species (12 mars 2017) :
- Cyanophora Korshikov, 1924
- Glaucocystis Itzigsohn, 1866
- Glaucocystopsis Bourrelly, 1960
- Gloeochaete Lagerheim, 1883
- Peliaina Pascher, 1929
- Strobilomonas Schiller, 1954
- Archaeopsis Skuja, 1954 (nomen dubium)